# Ганновер, Натан бен-Моисей
Натан бен Моисей Ганновер (1610—1683) — еврейский религиозный деятель, хахам, историк, писатель; раввин в Яссах.

## Биография
Сын Моисея (бен Моисей). Ганновер получил талмудическое образование, занимался лурианской каббалой под руководством рабби Шимшона бен Песаха.
Его отец, раввин Моисей (Моше) Ганновер, был убит в городе Остроге в 1648 году во время восстания Хмельницкого. В это время Ганновер жил в доме торговца по имени Аврахам в качестве «ученого зятя» в Изяславе. При приближении войск повстанцев его семья бежала из местечка. После скитаний по общинам Европы Ганновер поселился в Венеции, где продолжил обучение в школе рабби Давида Валенсина. В 1653 году жил в Ливорно, откуда снова вернулся с каббалистом Натаном Спирою в Венецию и занимался в школе братьев Мониан.
Позже Ганновер переехал в Молдавское княжество, был раввином в Яссах, потом в Фокшанах, вновь вернулся в Италию, а затем принял приглашение на службу в местечке Венгерский Брод в Моравии, где состоял помощником раввина и занимался каббалой.
Относительно смерти Ганновера существуют две версии. Согласно одним данным, погиб в 1683 году в Венгерском Броде от рук восставших куруцев. Согласно другим, в начале 1670-х он возвратился в Италию, где и умер в городе Пьеве ди Сакко.

## Сочинения

### «Пучина бездонная»
Из литературного наследия Ганновера наиболее известно небольшое по объёму сочинение «Пучина бездонная» — хроника исторических событий 1648 году. В названии используется игра слов: первое слово на иврите может также означать Грецию, символизирующую православие.
Автор начинает свой рассказ описанием бунтов казацких гетманов Наливайки и Павлюка. Остановившись подробно на личности Хмельницкого и на его первых действиях, описывает кровавые погромы в Немирове, Тульчине, Баре, Остроге и других городах. В повествовании о разгроме еврейских общин повстанцами звучат личные воспоминания автора и свидетельства очевидцев, цитируются письменные источники. Ганновер не сразу приступает к изложению событий крестьянской войны, а задерживается, на тех явлениях, которые, по его мнению, обусловили «бедствия»:
Вышеупомянутый король [Сигизмунд] стал возвышать магнатов и панов польской веры и унижать магнатов и панов греческой веры, так что почти все православные магнаты и паны изменили своей вере и перешли в панскую, а православный народ стал все больше нищать, сделался презираемым и низким и обратился в крепостных и слуг поляков и даже — особо скажем — у евреев.
Воздавая должное заступничеству полководца Иеремии Вишневецкого за евреев, Ганновер указывает на роковой выбор в качестве главнокомандующего польскими войсками князя Владислава Доминика, слабодушного и трусливого магната: «этот князь принес еще больше несчастий еврейству и всем польским областям».
Последние страницы летописи посвящены описанию культурной жизни польского еврейства накануне катастрофы; яркая картина умственной работы в иешивах принадлежит к лучшим страницам сочинения. Автор восхваляет также благотворительность польских евреев и в нескольких сжатых фразах вполне характеризует деятельность Ваада четырех стран.
В своем сочинении Ганновер писал:
Таковы слова сочинителя Натана Ноты, сына мученика р. Мойсея Ганновера (да благословенна будет память праведника) Ашкенази, который жительствовал в св. общине Заслав, вблизи св. общины столичного града Острог, что в округе Волынь, в славной стране Русь.
Летопись была издана впервые в Венеции в 1653 году; позже она вышла в Дигернфурте (1727, вместе с селихот Иом-Тоб Липмана Геллера). После этого она была издаваема многократно. Переводы её на идиш впервые появились в Амстердаме (в 1686 и 1725 гг.) и в Вандсбеке (1738). На французский язык «Jewen Mezulah» была переведена с еврейск. издания D. Lévy под заглавием «Quatre années de guerre des polonais» (Tlemcen, 1855). С этого издания Кайзерлинг сделал немецкий перевод, который был просмотрен и снабжен дополнениями польским историком Лелевелем, под заглавием: «Jewen Mezulah, Schilderung d. poln.-kosakischen Krieges u. d. Leiden d. Juden in Poland während d. Jahre 1648—53» (1863). С немецкого перевода летопись была переведена обратно на евр. язык Хаимом Поллаком в יחצנה ידוהיה, III, 1866.
Русский перевод был сделан и издан Соломоном Манделькерном под названием «Богдан Хмельницкий; рассказ еврея современника-очевидца (Натана Ганновера) ο событиях в Малороссии за 1640—1652 гг.» (1878). Историк Николай Костомаров привел ряд отрывков из этого перевода в своем «Богдане Хмельницком» (III, 283—306).
Летопись послужила материалом для драмы в стихах Николая Минского «Осада Тульчина» (1888) и романа Ш. Аша «Киддуш ха-Шем» («Во славу Божию», 1919).

### Другие
- «Та‘амей сукка» («Смысл праздничного шатра»), Амстердам, 1652
- «Иевен мецула» («Пучина бездонная»), Венеция, 1653
- «Сафа брура» («Понятный язык»), Прага, 1660
- «Ша‘арей Цион» («Врата Сиона»), Прага, 1662